# Universitätsrentamt (Leipzig)

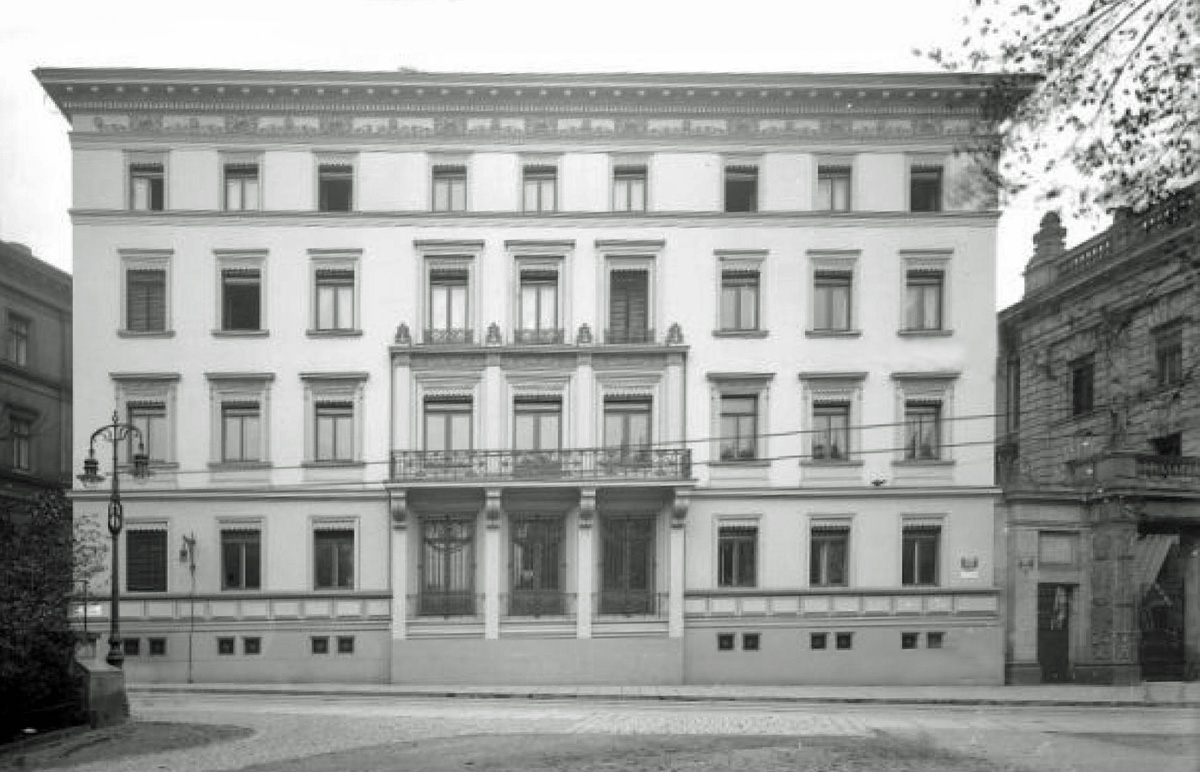
Das Universitätsrentamt um 1920,
rechts das Schinkeltor als Verbindung zum Augusteum

Das Universitätsrentamt der Universität Leipzig war ein Gebäude in der Leipziger Schillerstraße, das 1874 in den Besitz der Universität kam und 1945 durch Bomben zerstört wurde.
1825 war das Rentamt der Universität geschaffen worden. Dieses ermöglichte die Finanzplanung und Grundbesitzverwaltung für die gesamte Universität, was durch die bisherige Kollegienverfassung nicht möglich gewesen war. Durch einen Rentmeister übernahm nun im Prinzip der Staat die Kontrolle der Finanzen der Universität. Das zunächst kleine Amt war im Senatsgebäude auf dem Paulinerareal angesiedelt.
1874 hatte die Universität aus dem Nachlass des 1855 verstorbenen Medizinprofessors Gotthilf Wilhelm Schwartze dessen in den 1840er Jahren erbautes Wohnhaus Schillerstraße 8 (alte Nummerierung) erworben. Es wurde deshalb zunächst das Schwartzesche Haus genannt.
Nach einem Umbau 1906 zogen hier das Historische Seminar für Universalgeschichte und das Historisch-Geographische Seminar ein. Nach einem weiteren Umbau 1913 war im Erdgeschoss und der ersten Etage das Universitätsrentamt untergebracht. Danach ging der Name Universitätsrentamt auf das ganze Haus über.
Am 27. Februar 1945 wurde das Gebäude bei einem Bombenangriff vollständig zerstört. Danach war das Gelände lange Jahre Parkplatz. Heute steht hier das  City-Hochhaus.